# Église orthodoxe géorgienne

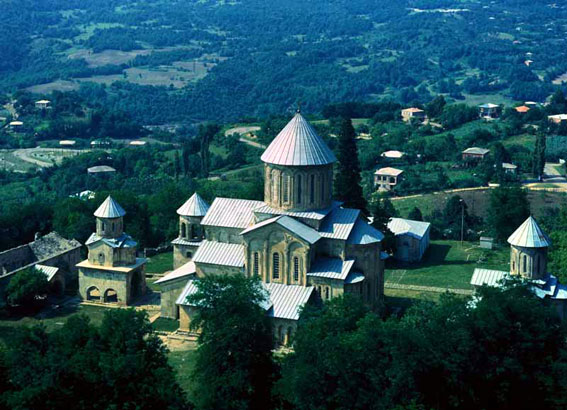
Monastère de Ghélati à Kutaisi, un site du patrimoine mondial

L'Église orthodoxe géorgienne (en forme longue l'Église orthodoxe autocéphale apostolique de Géorgie ; en géorgien : საქართველოს სამოციქულო ავტოკეფალური მართლმადიდებელი ეკლესია) ou le catholicossat-patriarcat de Géorgie est une juridiction autocéphale de l'Église orthodoxe en Géorgie.
Le primat de l'Église porte le titre d'archevêque de Mtskhéta et de Tbilissi, catholicos-patriarche de toute la Géorgie, avec résidence à Tbilissi (titulaire actuel : Élie II depuis le 23 décembre 1977).

## Histoire
L'Église orthodoxe géorgienne, fondée selon la tradition au Ier siècle par l'apôtre saint André, est une des plus anciennes Églises orthodoxes autocéphales du monde. Au début du IVe siècle, en 317, à l'aide de sainte Nino de Cappadoce, le christianisme fut déclaré religion officielle de la Géorgie. L'Église orthodoxe géorgienne est autocéphale depuis 484,.
1008 : union politique et ecclésiastique de la Géorgie occidentale et de la Géorgie orientale (Ibérie du Caucase).
1364-1367 : union du titre de catholicos de Romagyris à celui de catholicos de Géorgie.
L'autocéphalie de l'Église géorgienne fut abolie par les autorités russes en 1811 (après l'annexion de la Géorgie par le pouvoir tsariste) et fut restaurée de facto en 1917. Cette restauration ne fut reconnue par l'Église russe qu'en 1943, et par le patriarcat œcuménique de Constantinople qu'en 1989.
L'Église géorgienne compte 37 diocèses (archevêchés, métropole, évêchés), dont 2 sécessionnistes et 1 à l'étranger.

## Organisation

Diocèses de l'Église orthodoxe géorgienne (Géorgie, Turquie, Arménie, Azerbaijan)

Selon l’ordre de présentation du patriarcat et l’orthographe anglo-saxonne : 
- Mtskheta-Tbilisi
- Alaverdi
- Akhaltsikhe and Tao-Klarjeti
- Akhalkalaki and Kumurdo
- Batumi and Lazeti
- Bodbe
- Bolnisi
- Borjomi and Bakuriani
- Gurjaani and Velistsikhe
- Dmanisi
- Vani and Bagdadi.
- Zugdidi and Tsaishi
- Tianeti and Pshav-Khevsureti
- Manglisi and Tsalka
- Margveti
- Mestia and Upper Svaneti
- Nekresi and Hereti
- Nikortsminda
- Ninotsminda and Sagarejo
- Nikozi and Tskhinvali (sécessionniste)
- Rustavi and Marneuli
- Samtavisi and Gori
- Senaki and Chkhorotsku
- Stephantsminda and Khevi
- Skhalta
- Tkibuli and Terjola
- Urbnisi and Ruisi
- Poti and Khobi
- Kutaisi and Gaenati
- Shemokmedi
- Tsageri and Lentekhi
- Tskhum-Abkhazeti (sécessionniste)
- Tsilkani and Dusheti
- Chiatura and Sachkhere
- Chkondidi
- Khoni and Samtredia.
- Western European (hors territoire géorgien), dont la paroisse orthodoxe géorgienne Sainte-Tamar de Villeneuve-Saint-Georges, en France.